# 阿尔巴雷多-阿尔纳博尔迪
阿尔巴雷多-阿尔纳博尔迪（義大利語：Albaredo Arnaboldi），是意大利帕维亚省的一个市镇。总面积9.22平方公里，人口202人，人口密度21.9人/平方公里（2009年）。国家统计（ISTAT）代码为018002。